# Amini
Amini es el nombre de una isla que está en el grupo de las Laquedivas en el Mar de las Laquedivas, al sur de la India. El canal entre Amini y la Isla Cardamum es seguro y profundo, pero las profundidades de menos de 10 metros al sur, 0,5 millas de la punta sur de la isla poseen  arrecifes que rodean Cardamum. El faro de la isla Amini se encuentra en la punta sur de la isla.
El pueblo de Amini se encuentra en el centro del lado oeste de la isla. Una plataforma de piedra en alto, con escaleras que conducen a la playa, se encuentra en frente del pueblo. Hay una oficina de correos y un hospital.